# Bačevo (Dimitrovgrad)
Bačevo (cirill betűkkel Бачево, bolgárul Бачево (Bácsevó) egy falu Szerbiában, a Piroti körzetben, a Dimitrovgradi községben.

## Népesség
- 1948-ban 325 lakosa volt.
- 1953-ban 302 lakosa volt.
- 1961-ben 252 lakosa volt.
- 1971-ben 119 lakosa volt.
- 1981-ben 61 lakosa volt.
- 1991-ben 38 lakosa volt
- 2002-ben 19 lakosa volt, akik mindannyian bolgárok.